# Меркушев, Александр Максимович
Алекса́ндр Макси́мович Мерку́шев (1918—1991) — участник Великой Отечественной войны, майор, Герой Советского Союза.

## Биография
Родился 14 ноября 1918 года в губернском городе Казань в семье рабочего. Русский.
С 1921 года жил в городе Котласе Архангельской области, где окончил 5 классов и школу ФЗУ. Работал на судоремонтном заводе.

### Великая Отечественная война
В Красной Армии — с 1938 года. В боях Великой Отечественной войны Александр Максимович Меркушев участвовал с августа 1942 года. Член ВКП(б)/КПСС с 1944 года.
Командир роты 457-го стрелкового полка (1-й Белорусский фронт), старший лейтенант А. М. Меркушев в боях 28.6.1944 — 29.6.1944 года в районе деревни Шатково (Бобруйский район Могилёвской области) и на автомагистрали Бобруйск—Минск отбил 13 атак врага, пытавшегося вырваться из кольца окружения.

За этот подвиг Александру Максимовичу Меркушеву 24 марта 1945 года было присвоено звание Героя Советского Союза.

### После войны
После войны, в 1952 году, Александр Максимович Меркушев окончил среднюю школу.
С 1959 года майор А. М. Меркушев — в запасе. Жил и работал в Белоруссии, в городском посёлке Плещеницы Логойского района.
Умер 1 мая 1991 года, похоронен в Плещеницах.

## Награды
- Медаль «Золотая Звезда»
- Орден Ленина
- Орден Александра Невского
- Два ордена Отечественной войны I степени
- Три ордена Красной Звезды
- Медали, в том числе:
  - Медаль «В ознаменование 100-летия со дня рождения Владимира Ильича Ленина»
  - Медаль «За боевые заслуги»
  - Медаль «За оборону Сталинграда»
  - «За Победу над Германией в Великой Отечественной войне 1941-1945 гг.»
  - Медаль «За взятие Кёнигсберга»
  - Медаль «За взятие Берлина»
  - Медаль «За безупречную службу» I степени[2]

## Память
- Почетный гражданин города Котласа (1987).
- В честь подвига Героя в городе Котлас установлены три памятные доски: на зданиях лицея № 3 и Котласского техникума торговли и общественного питания, а также на мемориальной стене в городском парке[2].
- 05 июля 2015 года на территории ГАОУ СПО Архангельской области "Котласский техникум торговли и общественного питания" (Архангельская область, город Котлас) установлен бюст Меркушеву Александру Максимовичу
- В 2016 году Котласский техникум торговли и общественного питания переименован в Котласский техникум сервиса имени А.М. Меркушева, также рядом с бюстом установлены 2 стелы с фамилиями фронтовиков работников техникума
- Мемориальная доска в честь А. М. Меркушева в Логойске (2022)[3].